# Il mio ultimo amico
Il mio ultimo amico è un racconto scritto da Edmondo De Amicis e pubblicato per la prima volta nel 1900.

## Trama
Il protagonista, autore del libro, ha un cane di nome Dick, considerato come il suo ultimo amico. Il suo arrivo in casa, ha dato la possibilità a De Amicis  di demolire una serie di pregiudizi legati al modo di pensare gli animali come degli esseri inutili e privi di valore, incapaci da un punto di vista comunicativo, relazionale e affettivo. Il cane Dick permette a De Amicis di colmare il vuoto lasciato a seguito di eventi tragicamente accaduti nella sua vita e la possibilità di coltivare un vero rapporto di amicizia. 

## Edizioni
La prima edizione viene pubblicata a Palermo dalla Casa editrice Salvatore Biondo, a cui seguiranno altre due edizioni nel 1907 e nel 1917. Dopo la ristampa del 1917, l'opera di De Amicis è stata ripubblicata dopo più di un secolo dalla sua prima uscita, dall’editore Il Formichiere nel 2010, in una riproduzione facsimile dell’edizione originaria. In questa nuova edizione sono contenuti: una prefazione di Danilo Maianardi, il saggio Le ragioni e la storia di questo libro di Gabriella Tomassini e il saggio di critica letteraria De Amicis ritrovato di Fausto Dominici. Le illustrazioni presenti nella copertina del libro e nel frontespizio sono di Elvio Marchionni, mentre quelle presenti nel racconto di De Amicis sono dell’artista fiorentino Corrado Sarri.